# Oxazol
Oxazol är en aromatisk heterocyklisk förening. Det är en fem-ring med båda en syre- och en kväveatom i ringen, och liknar andra aromatiska femringar som furan (med en syreatom), pyrrol (med en kväveatom) och imidazol (med två kväveatomer).

## Användning
Oxazolderivat är en kategori läkemedel med centralt verkande muskelavslappnande effekt.